# Manuel Mira Godinho
Manuel Fernando Cília de Mira Godinho (Nova Lisboa, Angola, 1959) é professor catedrático no Instituto Superior de Economia e Gestão da Universidade Técnica de Lisboa e economista português.
Licenciado em Economia pelo Instituto Superior de Economia em 1983, obteve o grau de Doctor of Philosophy pela Universidade de Sussex em 1995 com a tese "Innovation Diffusion in the Portuguese and Italian Clothing Industry". Manuel Mira Godinho é sobretudo reconhecido pelos seus trabalhos nas áreas da inovação e patentes.

## Obras
- Inovação e Competitividade da Indústria Farmacêutica Portuguesa: Que Perspectivas?, co-escrito por António Bica e Rui Rodrigues.[3]
- Estudo sobrea Utilização da Propriedade Industrial nos Sectores dos Plásticos e dos Moldes, co-escrito por Nuno Correia e Miguel Correia Pinto.
- Estudo de Caracterização e Análise de Tendências da Indústria de Moldes na China, co-escrito por Fernando Gonçalves.
- Utilização da Propriedade Industrial: Um Estudo sobre Inovação em Portugal, co-escrito por V. C. Simões, T. S. Pereira, S. F. Mendonça e V. Sousa.